# Rommie Lewis
Rommie Lee Lewis, né le 2 septembre 1982 à Seattle (Washington) aux États-Unis, est un joueur américain de baseball évoluant en Ligue majeure de baseball depuis le 28 avril 2010. Il est présentement agent libre.

## Carrière
Après des études secondaires à la Newport High School de Bellevue (Washington), Rommie Lewis est drafté le 5 juin 2001 par les Orioles de Baltimore au quatrième tour de sélection. Il perçoit un bonus de 287 500 dollars à la signature de son premier contrat professionnel le 9 juin 2001.
Lewis passe huit saisons en Ligues mineures au sein des clubs affliés aux Orioles : GCL Orioles (R, 2001), Delmarva Shorebirds (A, 2002), Frederick Keys (A+, 2001-2006) puis Bowie Baysox (AA, 2007-2008). Principalement utilisé comme lanceur de relève, il joue la saison 2003 à Frederick comme lanceur partant.
Il devient agent libre le 3 novembre 2008 et s'engage le 27 janvier 2009 chez les Blue Jays de Toronto.
Lewis joue encore en Ligues mineures en 2009 sous les couleurs des New Hampshire Fisher Cats (AA) puis des Las Vegas 51s (AAA). Il commence la saison 2010 en Triple-A avant d'être appelé en Ligue majeure le 26 avril. Il fait ses débuts au plus haut niveau le 28 avril 2010 à l'occasion d'une rencontre face aux Red Sox de Boston.
Lewis joue un total de 20 matchs pour Toronto en 2010 et 2011 avant de devenir agent libre.

## Statistiques
En saison régulière
| Statistiques de lanceur |         |   |    |    |     |   |   |    |     |    |      |
| Saison                  | Équipe  | G | GS | CG | SHO | V | D | SV | IP  | SO | ERA  |
| 2010¹                   | Toronto | 5 | 0  | 0  | 0   | 0 | 0 | 0  | 8.1 | 8  | 3,24 |
| Totaux                  | Totaux  | 5 | 0  | 0  | 0   | 0 | 0 | 0  | 8.1 | 8  | 3,24 |

- ¹: au 11 mai 2010

Note: G = Matches joués ; GS = Matches comme lanceur partant ; CG = Matches complets ; SHO = Blanchissages ; 
V = Victoires ; D = Défaites ; SV = Sauvetages ; IP = Manches lancées ; SO = retraits sur des prises ; ERA = Moyenne de points mérités.